# Herman Moerkerk
Hermanus Antonius Josephus Maria (Herman) Moerkerk ('s-Hertogenbosch, 2 maart 1879 – Haarlem, 23 augustus 1949) was een Nederlands kunstschilder, illustrator, tekenaar en boekbandontwerper.
Moerkerk was afkomstig uit een familie van textielhandelaren die in 1854 een bedrijf in Den Bosch was begonnen, en werkte lange tijd mee in de winkel van zijn ouders. Hij trouwde met Henriette Jita Alard, die vijf jaar na haar man zou overlijden, in 1954.

## Brabant
Moerkerk volgde het gymnasium in Sittard en maakte later naam als schrijver, regisseur en ontwerper van affiches. Hij volgde geen kunstopleiding, maar was leerling van de kalligraaf Theodorus van Kempen (in 1896), van de kunstschilder Piet Slager sr., en vanaf 1899 volgde hij lessen bij de kunstschilder Jan Bogaerts. Moerkerk ontwikkelde zich als zelfstandig kunstenaar: rond 1910 was hij al vrij bekend als tekenaar, vooral om zijn karikaturen van Brabantse volkstypen. Ook verzorgde hij kritieken in de Brabantse kranten en was hij actief als organisator van het carnaval. Daarnaast schreef hij een aantal sprookjes- en kinderboeken.
Omdat hij zich als schilder miskend voelde vertoonde hij in Tilburg in augustus 1927 onder het pseudoniem Alexei Wladkine een veertigtal expressionistische olieverfschilderijen, die afweken van zijn andere werk. Bij deze tentoonstelling mengde Moerkerk zich tussen het publiek en maakte tegen hen kritische opmerkingen over de door hemzelf gemaakte werken.

## Haarlem
In 1928 vertrok hij met zijn gezin naar Haarlem, waar hij in dienst kwam van De Spaarnestad. Hij was daar tot 1940 werkzaam als medewerker van de Katholieke Illustratie; tevens ontwierp hij boekbanden en boekomslagen. Moerkerk werkte ook als tekenaar voor het katholieke dagblad De Tijd en voerde de toneelregie bij in 1890 opgerichte Haarlemse Rederijkerskamer Alberdingk Thijm. De schilder Jacques Pijnenborg was een van zijn leerlingen.

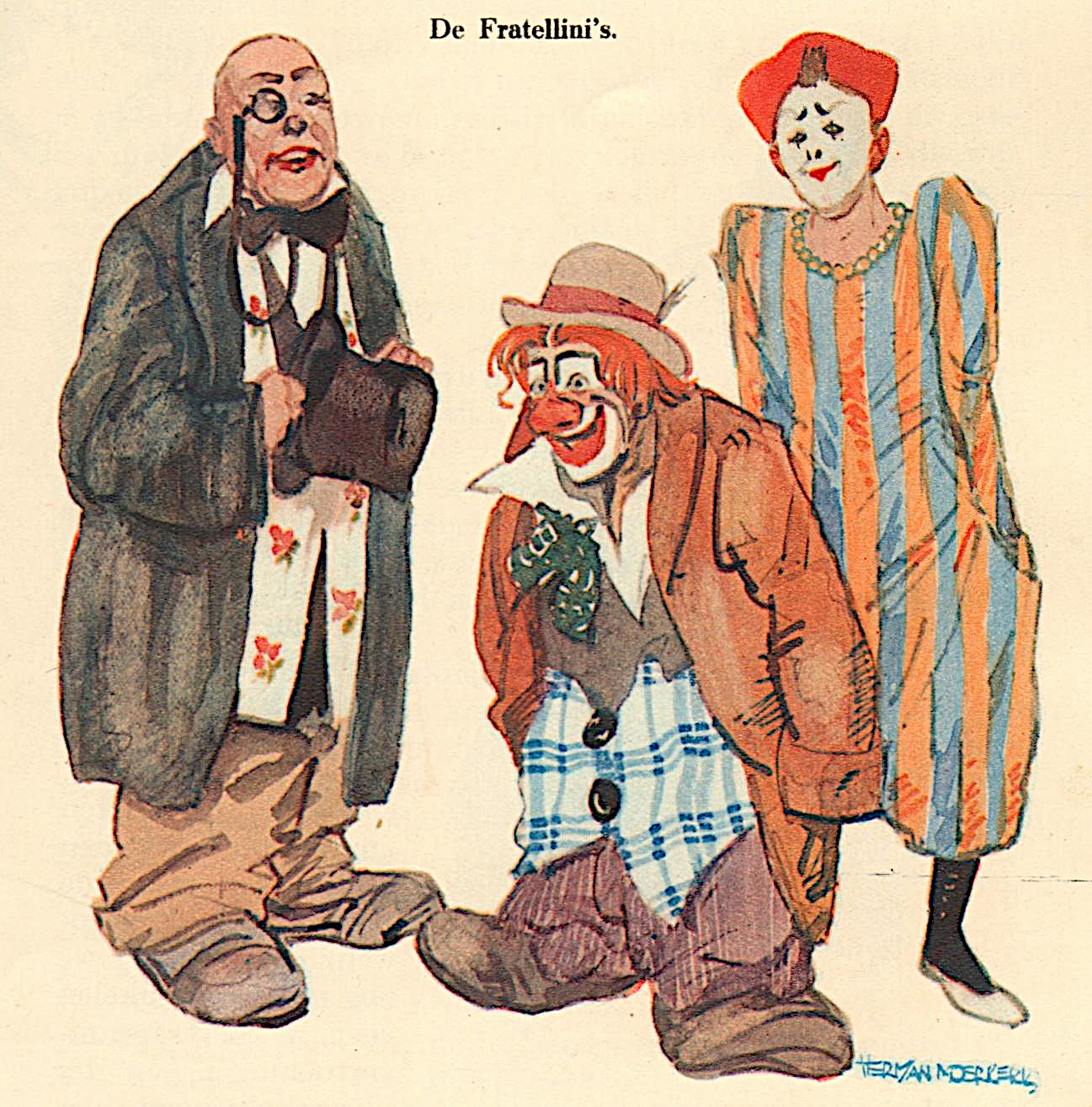
Trio Fratellini (tekening voor de Katholieke Illustratie)
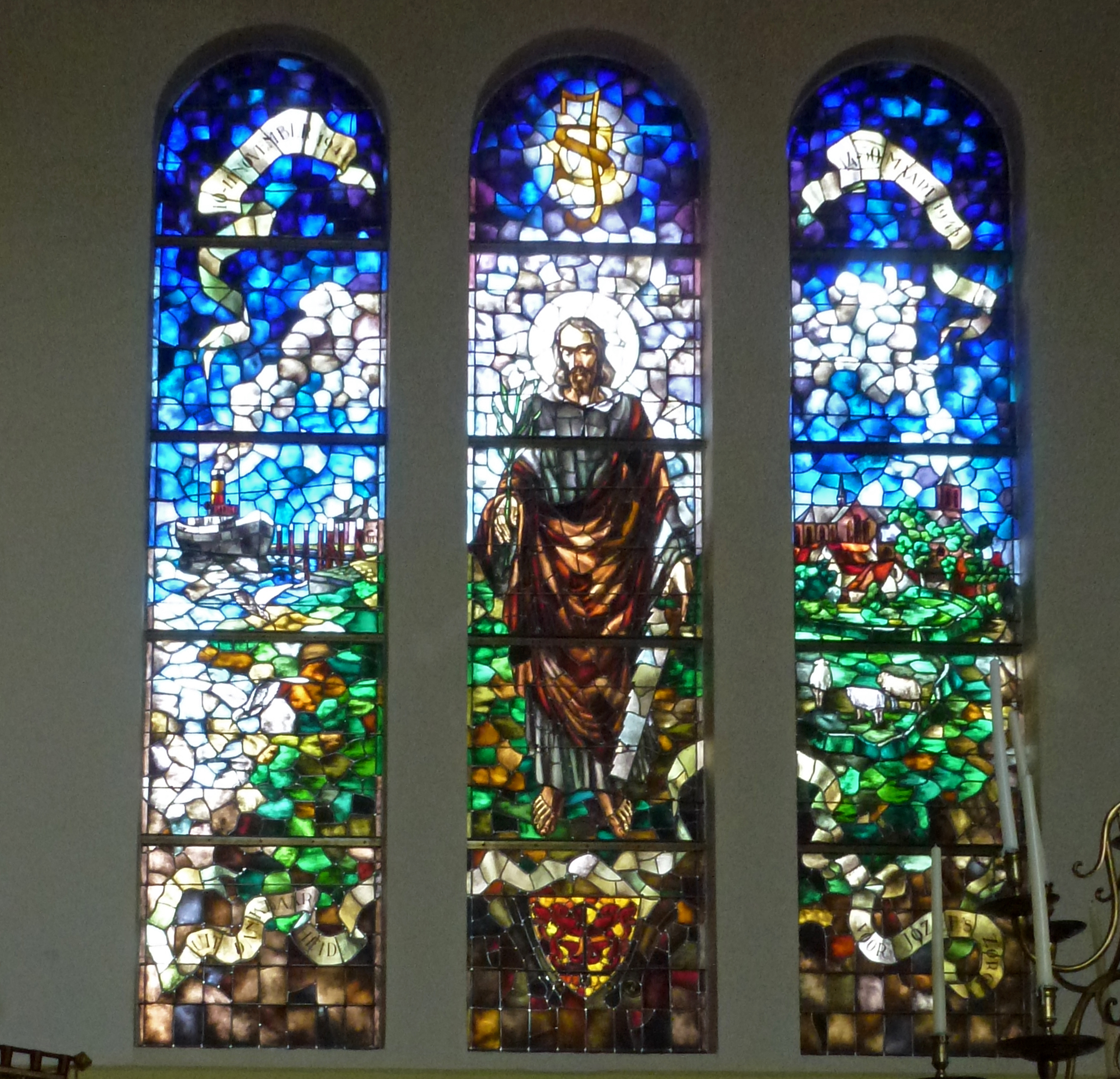
Gedenkraam Johannes de Doperkerk, Den Burg
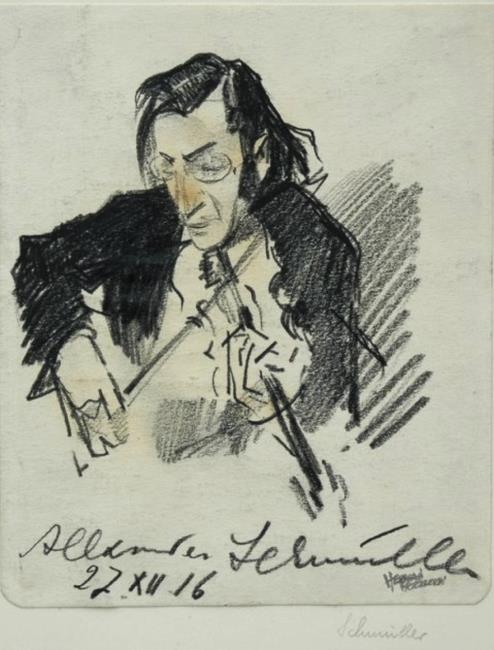
Portret van Alexander Schmuller
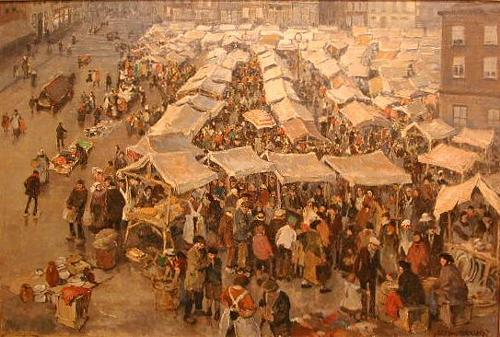
De Bossche markt (olieverf)

## Boek-illustraties
- drs. W. Hofman: Grimeerkunst en historische kapsels. G. W. Breughel, Amsterdam, Gebonden, linnen. Rijk geïllustreerd met 15 foto's van Studio Merkelbach en 270 tekeningen van Herman Moerkerk en J. Teulings.
- Truida Bruns: Hans en Suze, juweelen-uitgaaf, Vroom en Dreesmann. Geïllustreerd door Herman Moerkerk
- P.W. Assmann (redactie) & Sjoerd Kuperus: Het boek voor Kerstmis - verhalen, gedichten, vertellingen. o.a. 'De kunst van Indonesiërs' met fotografische afbeeldingen. Henk van der Mey, Herman Moerkerk, Anton Pieck, L. Schippers en C. Teeuwisse (illustraties). Uitgeverij Gottmer, eerste druk 1945
- Jos Vandervelden: Het leven van Sint Bavo - Met kleurenplaten door Herman Moerkerk. Uitgeverij De Spaarnestad, 1938
- J.A. Kluyt/Ko van der Laan (auteurs) / Illustraties door Herman Moerkerk: In de Amsterdamsche Jordaan - een romantisch brok stadshistorie. Uitgave: A. G. Schoonderbeek, Laren.
- Nicolaas Daamen: Nieuwe sprookjes van grootvader. Illustraties: Herman Moerkerk. Uitgave: Van Holkema & Warendorf, Amsterdam
- Brinkgreve: Lotgevallen van Jaap Dapper. Tekeningen van Herman Moerkerk. Briljantjes no. 11. Juweelen-uitgaaf. 1e druk. Uitg. door Vroom & Dreesmann, 1919
- A.M. de Jong: De heks van de Riethoek - 'n Brabantse roman. Illustraties: Herman Moerkerk. Uitgeverij A. J. G. Strengholt's Uitgeversmaatschappij N. V., Amsterdam.
- A.C.C. de Vletter: Op 't vlot. Illustraties van Herman Moerkerk. Uitgave: Vroom & Dreesmann (Briljantjes; no 3) (Juweelen-uitgaaf)
- F.Rutten: Limburgsche sagen. Illustraties Herman Moerkerk. Uitgave Scheltens & Giltay
- Soelastri: Saparmi - 'n Film uit Midden-Java. Illustrator: Herman Moerkerk. Uitgave: N. V. Lecturis, Eindhoven, 1924
- Vincent Cleerdin: 's-Hertogenbosch. Prenten van Herman Moerkerk. Uitgave: Gemeentebestuur Vereeniging 's-Hertogenbosch Belang, s-Hertogenbosch
- Indiaansche Sprookjes verzameld door Frank B. Lindermans. Illustraties van Herman Moerkerk. Uitgave Hollandsche Bibliotheek, Haarlem, 1950
- Pastor Emeritus: Uit mijn oude Parochie en uit de Buurt 1936 (ZB, Over Middelrode, Hezelaar e.a.) Illustraties Herman Moerkerk.
- Van Kikkers en nog wat Nieuwe Sprookjes van Grootvader. Uitgave: Van Holkema & Warendorf, Amsterdam
- Herman Moerkerk: Verwoest Nederland - een tocht langs de puimen. Uitgave: Diligentia - Amsterdam, 1945
- J.P. de Brabander: Welkome Waardevolle Wenken. W.W.W.'s voor den middenstander. Illustraties door Herman Moerkerk. Uitgave: Verkoopbureau W.W.W., Utrecht.
- Volkszangdag 1927. Zangbundeltje voor het Nederlandsche volk. Uitgave: Nederlandschen Volkszangbond, Breda, 1927. Omslag door Herman Moerkerk.
- Grootvader - WAF WAF of de betooverde hond. Illustraties door Herman Moerkerk. Uitgave: Holkema & Warendorf, Amsterdam
- Anton van Duinkerken, Ina Boudier-Bakker, Henriëtte Roland Holst, J. Greshoff, Felix Timmermans, Johan Fabricius, Arthur van Schendel en vele anderen: Bevat niet alleen verhalen en gedichten, maar ook houtsneden, aquarellen en tekeningen van bekende kunstenaars als Herman Moerkerk, Dirk Harting, Mesdag en Frans Bosen. Veel platen zijn tip-ins. Titel: Winterboek 1934 - 1935 van het comité voor arbeid aan werklooze intellectueelen. Uitgave: De Spaarnestad, Haarlem
- Amy Groskamp-Ten Have: Daar wordt gebeld...!. Illustraties door Herman Moerkerk. Uitgave: L. J. Veen's Uitgevers-Maatschappij N. V., 1945
- Kees Spierings: De 6de klas van mijnheer Franssen. Uitgeverij L. C. G. Malmberg, s-Hertogenbosch